# Camille Naudot
Pour les articles homonymes, voir Naudot.
Camille Naudot (né Camille Victor Naudot à Paris 10e le 11 novembre 1862 et mort à Magny-Cours le 7 novembre 1938) est un porcelainier français.

## Biographie
Camille Naudot était le fils d'un marchand de porcelaine, à qui il succéda vers 1889. Il suivit les cours de l'École de Sèvres. Il se fait une spécialité du décor "grains de riz", inspiré de la porcelaine chinoise. Il innove en mettant au point une nouvelle méthode pour réaliser de la porcelaine à pâte tendre.
En 1893, il crée son entreprise au Raincy. Ses pièces sont vendues dans son magasin 10 rue Auber.

Il fit construire en 1913 une usine de porcelaine afin d'y produire des carreaux de revêtements en porcelaine.

## Œuvres
- 1903 : Coupe Boules de neige (Musée d'Orsay)[4].
- Potiche (Château Musée)[5]
- Tasse soucoupe (Château Musée)[6]

## Distinctions

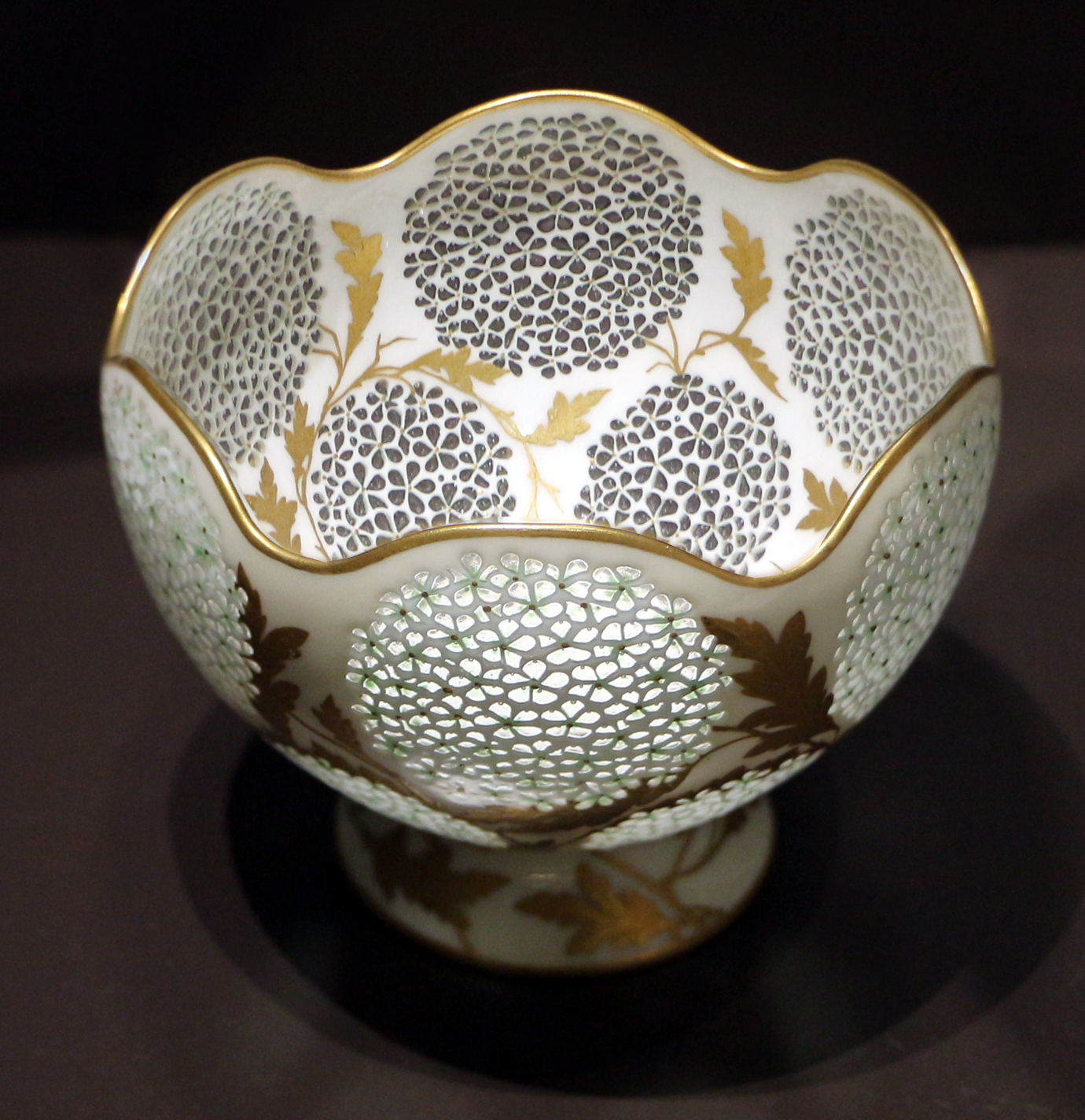
Coupe au Musée d'Orsay

- Une médaille d'or à l'Exposition universelle de Paris de 1900.
- Le Grand Prix à l'Exposition de Saint-Pétersbourg en 1901.
- Le Grand Prix à l'Exposition de Londres en 1908.